# Lucien Merlet
Pour les articles homonymes, voir Merlet.
Lucien-Victor-Claude Merlet est un archiviste et historien français né à Vannes (Morbihan) le 4 juin 1827 et mort à Chartres (Eure-et-Loir) le 20 juillet 1898.

## Biographie
Lucien Merlet fait ses études au collège Stanislas à Paris. Titulaire d'une licence de lettres et d'une autre en droit, il s'inscrit à l'École d'administration et à l'École des Chartes. Il obtient le diplôme d'archiviste paléographe en 1850 et est nommé archiviste d'Eure-et-Loir en 1852.
Il est directeur des archives départementales d'Eure-et-Loir jusqu'à son départ à la retraite en mai 1893.
En 1856, il fonde, avec Paul Durand, la Société archéologique d'Eure-et-Loir, et préside celle-ci de 1873 à 1877 et de 1892 à 1895.
En 1857, il épouse à Savigny-sur-Braye Georgette Girard, avec laquelle il aura un fils, René Merlet (1866-1933), également archiviste paléographe.
Il est membre correspondant de l'Institut de France, de Académie des inscriptions et belles-lettres (élu en 1882), correspondant du Ministère de l'Instruction publique.

## Publications
Cette liste n'est pas exhaustive.
- Lucien Merlet, « Biographie de Jean de Montagu, grand maître de France (1350-1409) », Bibliothèque de l'École des chartes, Paris, Librairie J. B. Dumoulin, 3e série, t. 3,‎ 1852, p. 248-284 (lire en ligne) ;

- Histoire et description de l'église cathédrale de Chartres : dédiée par les Druides à une vierge qui devait enfanter, Vincent Sablon (1619-1693); revue et augmentée d'une description de l'église de Sous-terre et d'un récit de l'incendie de 1836, Lucien Merlet, 1860[4] ;

- Lucien Merlet, Dictionnaire topographique de la France. Dictionnaire topographique du département d'Eure-et-Loir comprenant les noms de lieu anciens et modernes : rédigé sous les auspices de la Société archéologique d'Eure-et-Loir, par M. Lucien Merlet ; publié par ordre du ministre de l'Instruction publique ; et sous la direction du Comité des travaux historiques, Paris, Impr. impériale, 1861, 254 p. (BNF 30931080, lire en ligne) ;

- Eugène-Louis-Ernest de Buchère de Lépinois et Lucien Merlet (Éditeur scientifique), Cartulaire de Notre-Dame de Chartres, Chartres, Garnier, coll. « Société archéologique d'Eure-et-Loir », 1862-1865, 3 vol. (CCLII-263-XXXII, 429, 438 p.) ; 28 cm (BNF 36483645)
  - Cartulaire de Notre-Dame de Chartres, Vol. 1 sur Gallica
  - Cartulaire de Notre-Dame de Chartres, Vol. 2 sur Gallica
  - Cartulaire de Notre-Dame de Chartres, Vol. 3 sur Gallica

- Lucien Merlet, archiviste, secrétaire de la Société Archéologique d’Eure-et-Loir., Histoire de l'abbaye de N.-D. de Coulombs rédigée d'après les titres originaux, Chartres, Imprimerie de Garnier, rue du Grand-Cerf, 11, 1864, 255 p. (lire en ligne) ;

- Aperçu général sur l'invasion prussienne dans le département d'Eure-et-Loir, 1872[5] ;

- Cartulaire de l'abbaye de la Sainte-Trinité de Tiron, 1882-1883[6] ;

- Lucien Merlet, membre correspondant de l'Institut, Poètes beaucerons antérieurs au XIXe siècle, Chartres, Imprimerie Durand, rue Fulbert, 1894 (BNF 30931101)[Note 1]

- Poètes beaucerons antérieurs au XIXe siècle, tome premier, 318 p. sur Gallica ; également sur Wikisource et Internet Archive ;
- Poètes beaucerons antérieurs au XIXe siècle, tome deuxième, 310 p. sur Gallica ; également sur Wikisource et Internet Archive.
- Cartulaire de l'abbaye de la Madeleine de Châteaudun, 1896[7] (avec Louis Jarry).

### Réception critique
- Poètes beaucerons antérieurs au XIXe siècle : le compte-rendu de lecture de l'ouvrage par l'abbé Sainsot est fait lors de la séance du 9 avril 1896. Les principales critiques exposées sont[8] :
  - « Ne pensera-t-il pas, par exemple, que Rémy Belleau ou Raoul Bouthrays auraient fait bonne figure dans sa galerie poétique et complété honorablement la série quarantenaire ?  »
  - «  Il a donné [...] une complaisante élasticité au titre de son ouvrage. Sous ce titre de Poètes Beaucerons, nous voyons figurer des Drouais comme Rotrou, Godeau, les Métezeau, etc. des Dunois, comme Lambert Li Tort et Pierre de Bulliond ; un indigène du Thimerais, du Laurens ; un Percheron et même un Percheron de Condé-sur-Huisne, Denis Coudray ». L'abbé Sainsot conclut, en note, par : « le véritable titre de son ouvrage était Poètes Eure-et-Loiriens », néologisme précurseur d'Eurélien...
  - « Il aurait pu donner certaines indications qui auraient été à l'honneur des publications d'une Société dont la gloire ne peut le trouver indifférent. Il aurait pu, par exemple, renvoyer à nos Mémoires... »

## Distinctions
- Officier d'académie
- Chevalier de la Légion d'honneur (1867)[9]